# Linaria coutinhoi
Linaria coutinhoi är en grobladsväxtart som beskrevs av Benito Valdés. Linaria coutinhoi ingår i släktet sporrar, och familjen grobladsväxter. Inga underarter finns listade i Catalogue of Life.